# کوین هانچارد
کوین هانچارد (به انگلیسی: Kevin Hanchard) (زاده ۴ ژوئیه ۱۹۷۴) بازیگر کانادایی است.
از کارهای معروف او می‌توان به بازی در فیلم متولد رنگ آبی و مجموعه هادسون و رکس اشاره کرد.